# Fehér Sándor (labdarúgó)
Fehér Sándor, Sandy Fehér (Budapest, 1943. augusztus 23. –) amerikai válogatott labdarúgó, kapus.

## Pályafutása

### Klubcsapatban
1968-ban a Houston Stars, 1970-ben a Kansas City Spurs labdarúgója volt.

### A válogatottban
1968-ban két alkalommal szerepelt az amerikai válogatottban.

## Statisztika

### Mérkőzései az amerikai válogatottban
| Egyesült Államok | Egyesült Államok  | Egyesült Államok | Egyesült Államok | Egyesült Államok | Egyesült Államok | Egyesült Államok | Egyesült Államok | Egyesült Államok |
| #                | Dátum             | Helyszín         | Hazai            | Eredmény         | Vendég           | Kiírás           | Gólok            | Esemény          |
| ---------------- | ----------------- | ---------------- | ---------------- | ---------------- | ---------------- | ---------------- | ---------------- | ---------------- |
| 1.               | 1968. október 27. | Atlanta          | Egyesült Államok | 1 – 0            | Kanada           | vb-selejtező     | -                |                  |
| 2.               | 1968. november 2. | Kansas City      | Egyesült Államok | 6 – 2            | Bermuda          | vb-selejtező     | -                | 4'               |
|                  | Összesen          |                  |                  | 2                | mérkőzés         |                  | 0                | gól              |